# Birstall (West Yorkshire)
Birstall ist ein Ort etwa 10 km südwestlich von Leeds in West Yorkshire, England. Es ist Teil der Metropolitan Borough Kirklees. Der Ort hat einen malerischen dreieckigen Marktplatz aus der viktorianischen Zeit, der einen früheren, gregorianischen Marktplatz auf der höher gelegenen High Street ersetzte. Auf diesem Marktplatz findet immer noch jeden Donnerstag ein Wochenmarkt statt.
Birstall liegt zentral zwischen den Ortschaften Leeds, Bradford, Huddersfield und Wakefield, dicht am Motorway M62. Die Ortschaft profitierte schon immer von der guten Verkehrsanbindung, was in der letzten Zeit zu rasantem Wachstum durch Arbeiter der nahen Stadt Leeds, die als Pendler in der eher ländlichen Gegend leben wollen, geführt hat. Am Rand des Orts hat sich ein Gewerbegebiet mit einem IKEA, einer Borders-Filiale und einem Multiplex-Kino von Showcase Cinemas angesiedelt.
Birstall wurde nicht als eigenständiger Ort im Domesday Book aufgeführt, aber es wurde als eine von zwei Hauptsiedlungen innerhalb Gomersals erwähnt. In Pigot's National Commercial Directory for 1828-29 wurde Birstall als eines der vier Dörfer der Gemeinde Gomersal aufgeführt. 
Vor 1937 hatte Birstall seinen eigenen Gemeinderat (Urban District Council), aber finanzielle Probleme führten zur unbeliebten Zusammenführung mit dem Gemeinderat des Nachbarorts Batley. Nach 30 Jahren wurden beide Orte wiederum während der Bildung der Stadtgemeinden in die Gemeinde Kirklees eingemeindet.
Im Wörterbuch von Yorkshire findet sich ein Sprichwort cahr quiet li' the' do i' Birstall. Es wurde jedoch kein Grund angegeben, warum Birstall mit ruhigbleiben (quiet) verbunden sein sollte, wobei Einheimische behaupten, dass dies so ist, weil niemals ein Birstaller Luddit verhaftet wurde.

## Geschichte
Birstall ist hauptsächlich bekannt als Geburtsort von Joseph Priestley, dem Entdecker unter anderem des Sauerstoffs. Priestley wurde intensiv vom damaligen Vikar von Birstall, einem hochgebildeten Edinburgher mit einem großen Interesse an Wissenschaft, ausgebildet. Außerdem war er Schüler der Batley Grammar School for Boys, die 1612 von Rev. William Lee gegründet wurde. Die Schule existiert heute noch und liegt auf Carlinghow Hill, etwa anderthalb Kilometer außerhalb Birstalls.
Aus Birstall stammt auch John Nelson, ein Steinmetz, der von Charles Wesley während seiner Arbeit in London zum Methodismus bekehrt wurde. Er kehrte später als einer von Wesleys bedeutendsten Predigern nach Birstall zurück.
Birstall genoss schon vor der industriellen Revolution einen gewissen Wohlstand, da der Ort in einem Gebiet liegt, das eine Hochburg der englischen Tuchindustrie war. Durch die Industrielle Revolution erfuhr der Ort jedoch ein gewaltiges Wachstum und die Architektur jener Zeit prägt noch heute das Stadtbild. Die Umgebung wurde aufgrund der hier gefertigten schweren wollenen Tuchwaren als Heavy Wollen District bekannt. Heutzutage wird dieser Begriff, mit Ausnahme des lokalen Sports, wegen des Rückgangs der Tuchindustrie eher selten verwendet. Das herausragendste Baumerkmal dieser Zeit ist der mit Kopfstein gepflasterte Marktplatz, an dem eine Statue von Priestley steht. Die Statue wurde 1912 auf öffentliche Bestellung von Frances Darlington geschaffen. Es ist eines der sehr wenigen von ihr geschaffenen Kunstwerke, die der Öffentlichkeit zugänglich sind.
Das mit der Ortsentwicklung beauftragte Komitee des Gemeinderats hat nach langem, harten Ringen mit der Bürgerinitiative kürzlich beschlossen, £900.000 (ca. 1,33 Mio. €) für die Erneuerung des Marktplatzes und Stadtkerns von Birstall bereitzustellen. Im Zuge der Erneuerung werden die alten Pflastersteine des Marktplatzes durch ein neues, glatteres Pflaster ersetzt, da das alte Pflaster mittlerweile zum Gesundheits- und Sicherheitsrisiko geworden ist. Es ist im Gespräch, einige der alten Steine im neuen Design, vor allem rund um die Statue Joseph Priestleys zu verwenden.
In Birstall steht die malerische St. Peterskirche aus der Zeit Henry VIII., dessen Turm jedoch viel älter ist und wahrscheinlich zum ursprünglichen Burgh Stall oder Fortified Place gehörte. In der Nähe liegt Oakwell Hall, ein elisabethanisches Herrenhaus, das Charlotte Brontë als Vorlage für „Fieldhead“ in ihrer Novelle Shirley diente.
Eine weitere Sehenswürdigkeit ist eine Windmühle aus dem 18. Jahrhundert, die auf dem Gelände der St Saviour’s Junior School steht.
Jeder an der Geschichte Birstalls Interessierte sollte das Black Bull Inn besuchen, das direkt hinter der St. Peterskirche liegt. Der Pub hat Dutzende von Bildern des Ortes, die meisten aus der Zeit zwischen 1900 und 1930. Das Obergeschoss des Pubs diente früher einmal als Gerichtssaal für Birstall und Batley. Die Luddisten hielten in diesem Pub regelmäßig ihre Treffen ab.
Am 16. Juni 2016 wurde in Birstall die 41-jährige Jo Cox, Abgeordnete der Labour Partei, von einem 52-jährigen Mann attackiert. Bei der Attacke schoss der Mann dreimal auf die Politikerin und stach danach mehrmals mit einem Messer auf sie ein. Unmittelbar danach konnte der Täter bereits gefasst werden. Die Politikerin selbst erlag ihren schweren Verletzungen im Leeds General Infirmary.